# アクトレインクラブ
アクトレインクラブは、かつて存在した日本の芸能事務所。所在地は東京都世田谷区。代表は横田房七。
2023年7月に、代表の横田が享年81歳で死去。これに伴い、業務継続が不可能として同年末をもっての事業停止・解散を決定した。
所属タレントの大部分は、大分県の広告・映像・イベントのプロデュース会社「TMエンタテインメント」に移籍することになった。

## 所属者
- 相澤一成
- 青木崚
- 天宮良
- 大和田悠太
- 祁答院雄貴
- 斉藤悠
- 佐久間哲
- 佐野圭亮
- 佐藤誓
- 永田耕一
- 細山田隆人
- 松田洋治
- 持丸加賀
- 小林かおり
- 竹下明子
- 柴山智加
- 橘ゆかり

## 過去の所属者
- 峰岸徹（2008年10月11日 事務所所属のまま没）
- 真田健一郎（2008年12月17日 事務所所属のまま没）
- 山田辰夫（2009年7月26日 事務所所属のまま没）
- 斎藤洋介（2020年9月19日 事務所所属のまま没）
- 尾美としのり（現在は移籍）
- 金子哲（現在は引退）
- 大久保運
- 鍵本景子
- 沢田雅美
- 梨本謙次郎
- 二階堂千寿
- 堀広道
- 村田雄浩
- 山﨑千惠子
- 吉村涼
- 和田京子